# Enam Mendamo Alexis
Pour les articles homonymes, voir Alexis.
Enam Mendamo Alexis, né le 25 novembre 1986 à Ambam au Cameroun, est un footballeur international camerounais. Il mesure 1,81 m pour 75 kg et évolue au poste de défenseur central et de milieu défensif avec l' Ittihad de Tanger.
Il était aussi le capitaine de l'équipe olympique du Cameroun.

## Clubs successifs
- 2003-2005  : Astres FC ( Cameroun)
- 2005-2007  : Al-Ittihad Tripoli ( Libye)
- 2007-jan 2012 : Club africain ( Tunisie)
- jan 2012-2013 : Zamalek Sporting Club ( Égypte)
- 2013-201. : Al-Raed ( Arabie saoudite)
- 2015-201. : Ittihad de Tanger (Maroc)

## Palmarès
- Championnat de Tunisie : 2008
- Coupe nord-africaine des clubs champions  : 2008, 2010
- Championnat de Libye :  2006, 2007
- Supercoupe de Libye: 2006